# Municipio 2 di Milano
Il municipio 2 (Stazione Centrale, Gorla, Turro, Greco, Crescenzago) è una delle nove circoscrizioni comunali di Milano.
La sede del Consiglio si trova in viale Zara, 100.

## Descrizione del municipio e suddivisioni
Il Municipio 2 rappresenta la porzione più nord-orientale del territorio milanese, corrispondente quasi tutta ad antichi borghi agricoli accorpati al comune di Milano nel 1923; non a caso, è in questo territorio che il Naviglio della Martesana entra nel capoluogo giungendo dalla Brianza orientale, con un andamento da Nord-Est verso Sud-Ovest.
A livello topografico, il distretto fa perno sul tratto della circonvallazione esterna di Milano compreso fra Piazzale Loreto a Est e Piazzale Lagosta a Ovest, al cui centro sorge la Stazione di Milano Centrale, e l'urbanistica del territorio è dettata sia dai grandi assi viari che partono da Piazzale Loreto sia dall'imponente terrapieno ferroviario della Stazione Centrale, che separa di fatto il Municipio 2 in una zona orientale e una occidentale.
Nella sua porzione Est, il Municipio 2 si sviluppa lungo il Viale Monza, che corre verso Nord fino a Sesto San Giovanni, e lungo la direttrice formata in successione da Via Andrea Costa, Via Ruggero Leoncavallo e Via Palmanova, che corre verso Nord-Est e si raccorda nell'estrema periferia con la Tangenziale Est di Milano, segnando per tutto il suo percorso il confine con il Municipio 3. All'altezza di Piazzale Loreto questi due assi viari corrono quasi paralleli e attraversano il quartiere detto Nolo ("Nord Loreto", già parte di Greco Milanese) e l'antico comune di Turro, dopodiché si divaricano e Viale Monza prosegue attraverso gli ex-comuni di Gorla e di Precotto, mentre Via Palmanova costeggia il quartiere di Crescenzago fino a ricongiungersi alla Tangenziale Est nel sobborgo agricolo della Cascina Gobba (amministrativamente diviso fra i Municipi Due e Tre); all'asse Costa-Leoncavallo-Palmanova corre costantemente parallela la Via Padova, la quale quindi parte da Piazzale Loreto e attraversa Nolo, Turro e Crescenzago fino alla Cascina Gobba, mantenendosi totalmente interna al Municipio Due. Inoltre, è in corrispondenza della Cascina Gobba che il Naviglio della Martesana entra in Milano, e il suo andamento grossomodo parallelo alla Via Padova detta la struttura di una parte del distretto: il cosiddetto "Ponte Vecchio" sul canale dà infatti origine alla Via Elio Adriano, una traversa di via Padova che collega Crescenzago con Sesto San Giovanni, e lungo di essa sorge il Quartiere Adriano; in corrispondenza del Parco della Martesana si è invece sviluppato un abitato adiacente al nucelo antico di Gorla, che prende il proprio nome dal "Ponte Nuovo" sulla Martesana; infine, un terzo ponte sul Naviglio è parte integrante di Viale Monza, all'altezza di Gorla propriamente detta.
La zona Ovest del Municipio Due comprende invece la Stazione Centrale stessa con il quartiere di sua immediata pertienenza (già parte di Greco Milanese), che si sviluppa verso Sud fino alla Piazza della Repubblica; un'area Nord-Ovest che segue l'asse di Via Melchiorre Gioia e Via Emilio de Marchi e corrisponde al nucleo antico di Greco Milanese, inclusi i suoi sobborghi meridionali di Cassina de' Pomm (lungo la Martesana, che proprio a questa altezza viene intombata) e di Ponte Seveso (sito là dove scorre tombato il fiume omonimo); infine, a Sud-Ovest un quadrilatero di quartieri residenziali novecenteschi imperniati sulla Piazza Carbonari, comprendente le Abbadesse, la Maggiolina, il Quartiere Mirabello e il Villaggio dei Giornalisti. A segnare il confine occidentale del Municipio 2 con il Municipio 9 è il Piazzale Lagosta, da cui si sviluppa verso Nord l'asse di Viale Zara e Viale Fulvio Testi; è degno di nota che tale ripartizione scorpora da Greco le sue antiche frazioni settentrionali di Segnano, Prato Centenaro e di Bicocca, che hanno sviluppato un'identità autonoma entro il Municipio 9.

## Luoghi di interesse
Sotto il profilo architettonico, l'area è ricchissima di esempi edilizi e urbanistici di particolare importanza (Stazione Centrale, le ville Figini, Mirabello, Finzi con il Tempio della Notte, "funghi" di via Lepanto,...).
Il forte impatto urbanistico esercitato dalle linee ferroviarie della Centrale, delle direttrici Torino-Venezia e via Greco dalla stazione Garibaldi, e del Naviglio Martesana, conferisce una marcata suddivisione in quartieri caratteristici ed eterogenei.
Le piazze di maggior spicco sono piazza della Repubblica, piazza Duca d'Aosta, piazzale Loreto, piazza Carbonari, piazzale Martesana notevoli per dimensioni. Segue Appio Claudio, Sesia, Tel Aviv e i Larghi Mattei, Massari, Farina.
Le radiali principali da Sud a Nord sono Viale Zara, Taramelli/Arbe, Restelli/Stefini, Via Melchiorre Gioia, Sammartini e Aporti, Viale Monza, Via Padova, Via Palmanova.
Le direttrici Est Ovest sono: circonvallazione esterna Marche/Lunigiana/Brianza, circonvallazione interna Sauro/Tonale/Pergolesi, Via Pola.
I parchi principali sono Carbonari, Farina, Parco della Martesana, Parco di Villa Finzi, Parco ex Trotter, Giardino Cassina de' Pomm, Parco Adriano, Giardino Aldo Protti (a piazza Carbonari a viale Nazario Sauro), Giardino Gregor Mendel, da via Pola a viale Nazario Sauro.
Le vie d'acqua sono il Naviglio Martesana ed il fiume Seveso, Acqualunga, roggia Gerenzana e il fiume Lambro.

## Etnie e minoranze straniere
Secondo le statistiche del Comune di Milano, gli stranieri nel municipio 2 con regolare permesso di soggiorno sono 47.309, il 28,89% del totale. Ne risulta che il municipio 2 è quello a più alta concentrazione di stranieri.

## Servizi presenti nel municipio

### Biblioteche rionali
Nel municipio 2 sono presenti due biblioteche rionali: la biblioteca "Crescenzago", che si trova in via Don Orione al 19, e la biblioteca "Zara" in viale Zara 100.

### Centri di aggregazione giovanile
I centri di aggregazione giovanile (C.A.G.) offrono servizi ricreativi e didattici rivolti a giovani adolescenti, nei quartieri periferici di Milano.
I CAG presenti nel municipio 2 sono: il centro "Cattabrega" in via Trasimeno 49; il centro "Tarabella" in via Tarabella 4; il centro "Tempo per l'infanzia" in via Bechi 9; il centro "Circolo Orpas" in via Cagliero 26.

### Centri di aggregazione multifunzionali
I centri di aggregazione multifunzionale (C.A.M.) fanno parte di un servizio erogato dal Comune di Milano, tramite le strutture del decentramento, e il loro obiettivo è quello di favorire l'aggregazione sociale, lo svolgimento di attività ricreative, culturali, formative e sportive.
Le sedi dei C.A.M. nel municipio 2 sono in via Padova 118 ed in viale Zara 100.

### Istituti scolastici
Muzio, Salvatore Quasimodo, Tarra, Franceschi, Russo e Pimentel; Scuola Primaria via Galvani, Scuola Secondaria di Primo Grado via Fara: queste ultime , insieme alla Scuola Primaria via Casati ed alla Scuola Secondaria di Primo Grado di via San Gregorio - municipio 3 - formano l'"Istituto Comprensivo di via L.Galvani".

### Ospedali
Ortopedico Gaetano Pini, Ospedale San Raffaele Turro

## Luoghi di interesse
- Stazione di Milano Centrale
- Naviglio della Martesana

## Parchi e Giardini
- Parco della Martesana 121.000 m2
- Parco Adriano 120.000 m2, si trova nel quartiere Adriano, presso via San Mamete, via Trasimeno e via Giuseppe Saragat, giungendo fino al confine con Sesto San Giovanni. Il parco è formato da zone alberate che creano un sistema di verde naturale, non recintato
- Parco ex Trotter 99.790 m2
- Parco di Villa Finzi 51.338 m2
- Giardino Gregor Mendel 16.800 m2, da via Pola a viale Nazario Sauro, non recintato
- Giardino Cassina de' Pomm 10.600 m2
- Giardino Aldo Protti 6.800 m2, da piazza Carbonari a viale Nazario Sauro, non recintato
- Parco Panza a Villa San Giovanni
- Giardino Franca Rame, si trova nel quartiere Adriano; non recintato
- Parco Sandra Mondaini e Raimondo Vianello, si trova nel quartiere Adriano; non recintato
- Giardino di Largo Enrico Bigatti, non recintato
- Giardino di via Amalfi, non recintato
- Giardino Padova-Giulietti, recintato

## Stazioni
Stazioni della Metropolitana di Milano:
- Gorla, Pasteur, Precotto, Rovereto, Sesto Marelli, Turro e Villa San Giovanni.
- Centrale FS, Crescenzago
- Centrale FS, Repubblica e Sondrio.

Stazioni ferroviarie:
- Ferrovie dello Stato: Milano Centrale, Milano Repubblica e Milano Greco Pirelli

## Architetture religiose
| - Oratorio S. Ambrogio (Via Privata della Torre, 38) - Cristo Re - Sant'Agostino Salesiani (fondati da don Bosco nel XIX secolo a Torino) - Sant'Angela Merici Padri Sacramentini - San Basilio il Grande - San Domenico Savio | - San Gabriele in mater dei - San Gioachimo - San Giovanni Crisostomo - San Giuseppe dei morenti - Santa Maria Assunta di Turro Milanese | - Santa Maria Goretti (ex padri passionisti dal 1967 sino al 30/09/2010) - Santa Maria rossa - San Martino in Greco Milanese - San Michele Arcangelo in Precotto - Santa Teresa del Bambin Gesù |

## Musei
- Memoriale della Shoah di Milano in piazza Edmond Safra (già via Ferrante Aporti) inaugurato il 27 gennaio 2013
- Museo Interattivo del Cinema (MIC) nella ex Manifattura Tabacchi in viale Fulvio Testi 121 (fermata Bicocca della M5)